# Hostid
hostid es un comando de los sistemas operativos unix, que muestra la identificación numérica (en hexadecimal) del host actual.

## Ejemplo
```
  # hostid 
  007f0100
  #
```